# Kuba Hawryluk
Kuba Hawryluk (ur. 8 września 2003 w Staszowie) – polski siatkarz, grający na pozycji libero.
W wieku 7 lat miał pierwszą styczność z siatkówką. Jego idolem siatkarskim jest francuski libero Jenia Grebennikov natomiast w innej dyscyplinie hiszpański tenisista Rafael Nadal. Gdyby nie grał w siatkówkę to mógłby zostać tenisistą.
Pod koniec kwietnia 2023 roku został powołany do szerokiej kadry reprezentacji Polski.
Podczas Gali Polskiej Ligi Siatkówki 2023 został Odkryciem Sezonu 2022/2023 PlusLigi.
25 maja 2023 roku w pierwszym meczu towarzyskim przeciwko reprezentacji Niemiec zadebiutował w seniorskiej kadrze Polski.

## Sukcesy klubowe

### młodzieżowe
Mistrzostwa Polski Młodzików:
- 2018[10]
- 2017[11]

Mistrzostwa Polski Kadetów:
- 2020[12]

Mistrzostwa Polski Juniorów:
- 2022[13]
- 2021[14]

## Sukcesy reprezentacyjne
Mistrzostwa Europy U-17:
- 2019[15]

Mistrzostwa Europy Kadetów:
- 2020[16]

Mistrzostwa Świata Kadetów:
- 2021[17]

Mistrzostwa Europy Juniorów:
- 2022[18]

Liga Narodów:
- 2023[19], 2025[20]
- 2024[21]

Mistrzostwa Europy U-22:
- 2024[22]

## Nagrody indywidualne
- 2018: Najlepszy libero Mistrzostw Polski Młodzików[23]
- 2020: Najlepszy libero Mistrzostw Polski Kadetów[24]
- 2021: Najlepszy libero Mistrzostw Polski Juniorów[25]
- 2021: Najlepszy libero Mistrzostw Świata Kadetów[26]
- 2022: Najlepszy libero Mistrzostw Polski Juniorów[27]